# Zastava Etiopije
Zastava Etiopije usvojena je 6. veljače 1996.
Boje su panafričke: crvena, zelena i žuta. Zastavu je koristilo i Etiopsko Carstvo iz 1897.
Crvena simbolizira moć Afrike, žuta mir i harmoniju među etničkim grupama, a zelena plodnost.
Prije 1996. na zastavi nije bilo grba, koji je više puta mijenjan.
Zvijezda vjerojatno predstavlja sjajnu budućnost i jednakost svih Etiopljana.